# Пернис (Нидерланды)

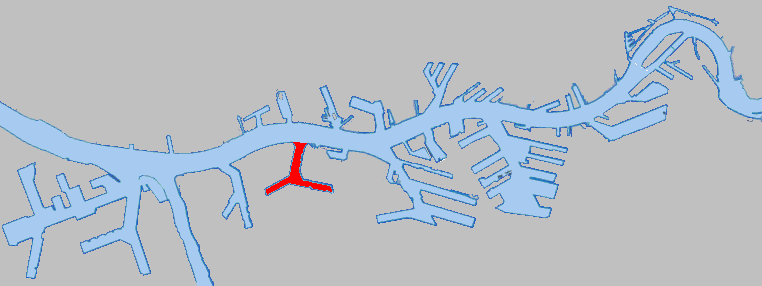
Местонахождение деревни

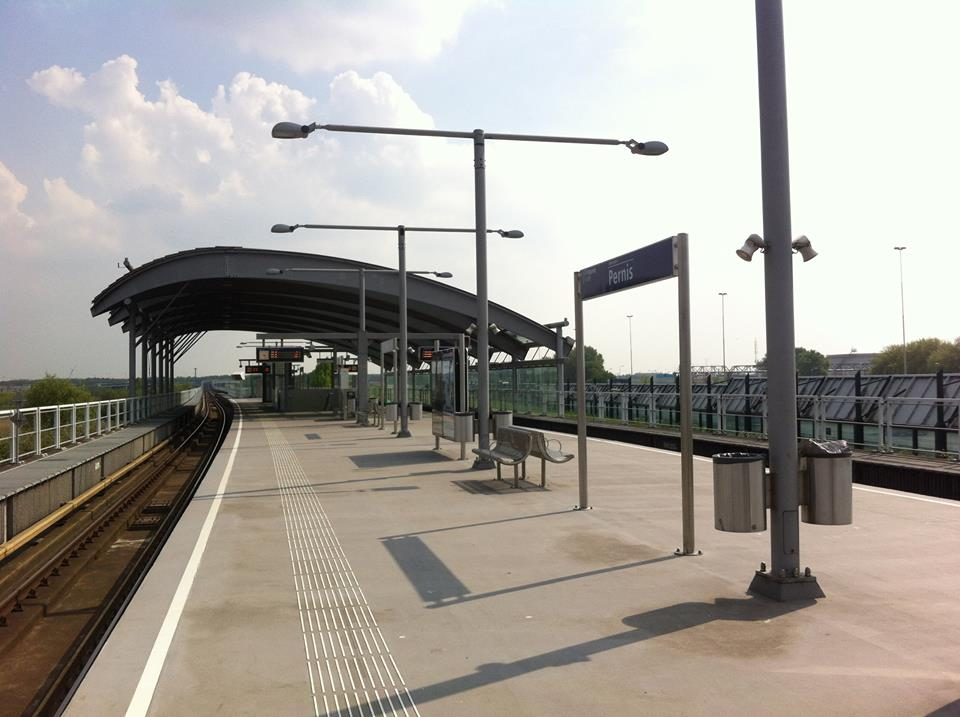
Станция метро «Пернис»

Пернис (нидерл. Pernis) — деревня в голландской провинции Южная Голландия на острове Айсселмонде.
Находится между портами муниципалитета Роттердама. Из города идёт ветка метро.
Деревня имеет площадь 1,6 км². В ней проживает 4789 жителей (2011).
Пернис, вероятно, возник в XIII веке и только в 1934 году вошёл в состав муниципалитета Роттердама. Деревня сохранила свой деревенский характер, несмотря на близость большого города. Большинство населения состоит из автохтонов. Однако проживают и приезжие, например, семья футболиста Силвину Гомеш Соареш.
Известные уроженцы:
- Шак Трост — нидерландский футболист, защитник. Всю свою карьеру провёл в нидерландском клубе «Фейеноорд».
- Шак ван дер Так — нидерландский политик.

В 2005 году в Пернисе прошёл чемпионат Нидерландов по международным шашкам среди женщин.